# Nikolai Michailowitsch Romanow

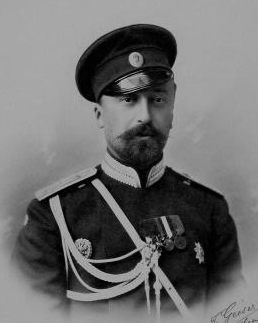
Nikolai Michailowitsch Romanow, um 1880

Großfürst Nikolai Michailowitsch Romanow (russisch Николай Михайлович Романов, wiss. Transliteration Nikolaj Michajlovič Romanov; * 14. Apriljul. / 26. April 1859greg. in Zarskoje Selo; † 30. Januar 1919 in Petrograd) war ein russischer General der zaristischen Armee, Historiker und Unternehmer. Der Cousin Zar Nikolaus’ II. wollte Russland reformieren und wurde ein Opfer der Oktoberrevolution.

## Leben

### Jugend und Militärkarriere
Nikolai Michailowitsch war das älteste Kind des Großfürsten Michail Nikolajewitsch, vierter Sohn Zar Nikolaus I. und der Großfürstin Olga Fjodorowna, geb. Prinzessin Cäcilie von Baden-Hochberg, Tochter des Großherzogs Karl-Leopold von Baden-Hochberg.
Er wuchs mit fünf Brüdern und einer Schwester in Tiflis auf, wo sein Vater als Generalgouverneur Transkaukasiens residierte. Er ging dort zur Schule, begann sich für Schmetterlingsforschung zu interessieren. Später diente er in einer Einheit der russischen Kaukasus-Armee, mit der er als Leutnant 1877 im 10. Russischen Türkenkrieg focht.
Im Jahre 1885 schloss er ein Studium an der Akademie des Generalstabs ab und wurde Flügeladjutant des russischen Zaren. 1895 wurde er Kommandeur einer Einheit in Mingrelien. 1897 befehligte er als Generalmajor die Kaukasische Grenadierdivision. 1901 schied er als Generalleutnant aus der russischen Armee aus.

### Historiker
Er widmete sich zunehmend der Geschichtswissenschaft. Breite Anerkennung fanden seine Russischen Porträts des 18. und 19. Jahrhunderts und eine Geschichte der diplomatische Beziehungen Russlands und Frankreichs 1808 bis 1812. 1909 veröffentlichte er eine mehrbändige Biographie Louise von Badens, der späteren Zarin Elisabeth Alexejewna. 1912 erschien eine Biographie Zar Alexanders I. Es folgte ein Lebensbild der Königin Katharina von Württemberg, der früheren Großfürstin Katharina Pawlowna.
Er wurde Ehrenmitglied der Kaiserlichen Akademie der Künste und des Moskauer Archäologischen Instituts. 1909 ernannte ihn der Zar zum Vorsitzenden der Kaiserlichen Historischen Gesellschaft. 1910 erhielt er die Ehrendoktorwürde der Berliner Friedrich-Wilhelms Universität, 1914 die der Universität Moskau.
Seine finanzielle Unabhängigkeit sicherte er mit der Gründung 1906 der ersten Abfüllfabrik für Mineralwasser im Kurort Bordschomi im Kleinen Kaukasus. Der Großfürst führte die gleichnamige Mineralwasser-Marke erfolgreich in Russland ein. Sie existiert bis heute.

### Reformpolitiker
Der Großfürst war ein liberaler Reformer. Er nutzte seine privilegierte Stellung, um den russischen Zaren und seine Regierung immer wieder zu Modernisierungen zu drängen. Er plädierte dafür, die Alleinherrschaft des Zaren mit republikanischen Freiheiten und Institutionen zu verbinden. Im Ersten Weltkrieg in den Generalstab der Westfront abkommandiert, warnte er, „dieser mörderische Krieg“ werde das „Ende vieler Monarchien und den Triumph des weltweiten Sozialismus“ herbeiführen. Nachdem er beim Zaren schriftlich Protest gegen die Machenschaften Rasputins eingelegt hatte, wurde er vom kaiserlichen Hof verbannt und auf seinem Landgut unter Hausarrest gestellt.

### Revolutionsopfer
Nach der Februarrevolution 1917 war er der erste russische Großfürst, der freiwillig auf sämtliche dynastischen Privilegien verzichtete. Vom Vorsitz der Kaiserlich-Russischen Historischen Gesellschaft trat er im gleichen Jahr zurück.
Nach der Oktoberrevolution in Russland wurde er nach Wologda verbannt. Im Juli 1918 wurde er inhaftiert und in das Petersburger Untersuchungsgefängnis verbracht. Vergeblich setzten sich der Präsident der Russischen Akademie der Wissenschaften, Alexander Karpinski, und der Schriftsteller Maxim Gorki für seine Freilassung ein. Ein Versuch der Regierung Dänemarks, den Großfürsten für 500.000 Goldrubel freizukaufen, scheiterte ebenfalls.
Am 30. Januar 1919 erschossen ihn die Bolschewiki gemeinsam mit seinem Bruder Großfürst Georgi Michailowitsch und zwei Cousins, den Großfürsten Pawel Alexandrowitsch und Dmitri Konstantinowitsch, in der Petrograder Peter-und-Paul-Festung. 1999 wurde er vom russischen Staat rehabilitiert. Im Jahr 2011 meldeten russische Archäologen, dass bei Ausgrabungen in der Peter-und-Paul-Festung durch Zufall wahrscheinlich die Gräber der Großfürsten gefunden wurden.

## Privates
Der Großfürst blieb unverheiratet. Er hatte sich unglücklich in Prinzessin Viktoria von Baden verliebt, durfte diese aber, gemäß den Regeln der orthodoxen Kirche, nicht heiraten, da sie eine Cousine ersten Grades war.

## Werke

### Monografien
- Die Fürsten Dolgorukij, die Mitarbeiter Kaiser Alexanders I. in den ersten Jahren seiner Regierung. Schmidt & Günther, Leipzig 1902
- Le Comte Paul Stroganov. Impr. nat., Paris 1905
- Correspondence de l’empereur Alexandre Ier avec sa soeur la grande-duchesse Catherine, princesse d’Oldenbourg, puis reine de Wurtemberg. Manufacture des Papiers de l’Etat, Paris 1910
- L’ Empereur Alexandre Ier: Essai d’étude historique. Manufacture des papiers de l’État, St.-Pétersbourg 1912
- Les Rapports diplomatiques de Lebzeltern, Ministre d’Autriche, à la cour de Russie. Eksped. zagot. gosud. bumag, S.-Peterburg 1913

### Zeitschriftenaufsätze
- Quelques observations sur les Lépidoptères de la partie du Haut-Plateu Arménien, comprise entre Alexandropol, Kars et Erzéroum. In: Horae Soc. entomol. Ross., 14 (1879): 483–495
- Les Lépidoptères de la Transcaucasie. Ire Partie. In: Mémoires sur les Lépidoptères. Stassulewitsch, St.-Pétersbourg, Vol. 1 (1884): 1–92, pl. 1–5